# Sandra Hakky
Sandra Hakky (født i juni 1989) er en dansk sangerinde, sangskriver og musik producer.
Sandra er født i Holbæk med rødder i Egypten og Amerika. Hendes producere er Phase 5 og Daniel Fridell. Sit store gennembrud i musik fik hun med sangen "To tilbage", hvor hun synger solo. Sandra begyndte meget tidligt i musik og indspillede sit første nummer i en alder af 16. Hun har allerede sunget kor for navne som Szhirley og rapperen Clemens og optrådt sammen med Lizzie.
Sandra co-producerer og skriver selv alle sine tekster. Singlen "To tilbage" lægger sig genremæssigt i 70'er soul og R&B-kategorien med et strejf af den moderne lyd, som kendes fra kunstnere som Duffy og Amy Winehouse.